# Parafia św. Alberta Chmielowskiego w Głogowie
Parafia Świętego Alberta Chmielowskiego w Głogowie – parafia rzymskokatolicka znajdująca się w diecezji zielonogórsko-gorzowskiej, w dekanacie Głogów – św. Mikołaja. Została erygowana 1 sierpnia 2016 roku przez bpa Tadeusza Lityńskiego.

## Proboszczowie
Źródło:
- ks. Radosław Szymański (2016–2018)
- ks. Janusz Jóźwiakowski (od 2018)